# NGC 5303
NGC 5303 је спирална галаксија у сазвежђу Ловачки пси која се налази на NGC листи објеката дубоког неба.
Деклинација објекта је + 38° 18' 16" а ректасцензија 13h 47m 45,2s. Привидна величина (магнитуда) објекта NGC 5303 износи 12,4 а фотографска магнитуда 13,1. NGC 5303 је још познат и под ознакама NGC 5303A, UGC 8725, MCG 7-28-67, IRAS 13455+3833, KCPG 397A, KUG 1345+385A, ARAK 428, CGCG 218-47, PGC 48917.